# خفاش بال‌خمیده کوتاه‌گوشچه
خفاش بال‌خمیده کوتاه‌گوشچه (نام علمی: Miniopterus brachytragos) نام یک گونه از سرده خفاش‌های بال‌خمیده است.